# Mercurol-Veaunes
Mercurol-Veaunes es una comuna nueva francesa situada en el departamento de Drôme, de la región de Auvernia-Ródano-Alpes.

## Historia
Fue creada el 1 de enero de 2016, en aplicación de una resolución del prefecto de Drôme de 26 de noviembre de 2015 con la unión de las comunas de Mercurol y Veaunes, pasando a estar el ayuntamiento en la antigua comuna de Mercurol.

## Demografía
| Gráfica de evolución demográfica de Mercurol-Veaunes entre 1800 y 2013 |
|                                                                        |

Los datos entre 1800 y 2013 son el resultado de sumar los parciales de las dos comunas que forman la nueva comuna de Mercurol-Veaunes, cuyos datos se han cogido de 1800 a 1999, para las comunas de Mercurol y Veaunes de la página francesa EHESS/Cassini. Los demás datos se han cogido de la página del INSEE.

## Composición
| Comuna delegada | Código INSEE | Población (2013) | Superficie (km²) | Densidad (hab./km²) |
| --------------- | ------------ | ---------------- | ---------------- | ------------------- |
| Mercurol        | 26179        | 2245             | 20.82            | 108                 |
| Veaunes         | 26366        | 293              | 4.19             | 70                  |